# Daniel Theis
Daniel Theis (Salzgitter, 4 de abril de 1992) é um jogador alemão de basquete profissional que atualmente joga no AS Monaco da LNB.
Na Liga Alemã de Basquetebol, ele jogou pelo Braunschweig, Ratiopharm Ulm e foi tricampeão pelo Brose Bamberg.

## Carreira profissional

### Alemanha
Nascido em Salzgitter, Theis passou pelas categorias de base do Braunschweig. Ele fez sua estreia na primeira divisão alemã, a Bundesliga de Basquete, durante a temporada de 2010-11. Theis ganhou tempo jogando com o time de desenvolvimento do clube, onde ele jogou ao lado de seu irmão mais velho, Frank, de 2010 a 2012. Theis também foi companheiro de equipe do também jogador da NBA, Dennis Schröder.
Na temporada de 2013-14, quando jogava no Ratiopharm Ulm, Theis ganhou o prêmio de Melhor Jogador Jovem do Campeonato Alemão.
Após a temporada de estreia no Ulm, Theis assinou contrato com o Brose Bamberg. No final da temporada de 2014, ele jogou na Summer League de 2014 pelo Washington Wizards.
Na temporada de 2014-15, Theis venceu seu primeiro campeonato alemão com a sua equipe derrotando o Bayern de Munique por 3-2 nas finais. Em abril de 2015, ele assinou um novo contrato de dois anos com o Bamberga e ganhou mais dois campeonatos alemães em 2016 e 2017.

### Boston Celtics (2017–2021)

#### Temporada de 2017–2018
Em 20 de julho de 2017, Theis assinou um contrato de 2 anos e 2.1 milhões com o Boston Celtics. Ele fez sua estreia na NBA em 18 de outubro contra o Milwaukee Bucks. Em 12 de março de 2018, Theis sofreu uma lesão no menisco do joelho esquerdo e perdeu o restante da temporada de 2017-18.
Na sua primeira temporada, ele jogou em 63 jogos (3 como titular) e teve médias de 5.3 pontos e 4.3 rebotes em 14.9 minutos.

#### Temporada de 2018–2019
Em 29 de outubro de 2018, descobriu-se que Theis tinha uma ligeira ruptura da fáscia plantar em seu pé direito e estava programado para ficar de fora do time indefinidamente. Ele retornou em 11 de novembro em confronto com Portland Trail Blazers.
Na sua segunda temporada, ele jogou em 66 jogos (2 como titular) e teve médias de 5.7 pontos, 3.4 rebotes e 1.0 assistências em 13.8 minutos.

#### Temporada de 2019–2020
Em 17 de julho de 2019, o Boston Celtics anunciou que havia recontratado Theis, junto com o ex-companheiro de equipe de Brose Bamberg, Brad Wanamaker. O contrato foi avaliado em US $ 10 milhões no total para as temporadas de 2019-20 e 2020-21.
Em 21 de fevereiro de 2020, Theis registrou 25 pontos e 16 rebotes na vitória contra o Minnesota Timberwolves. Theis se tornou titular, jogando de uma forma que "se encaixa perfeitamente aos outros jogadores", de acordo com o técnico Brad Stevens.
Nessa temporada, ele jogou em 65 jogos (64 como titular) e teve médias de 9.2 pontos, 6.6 rebotes, 1.7 assistências e 1.3 bloqueios em 24.1 minutos.

### Chicago Bulls (2021)
Em 25 de março de 2021, Theis foi negociado com o Chicago Bulls em uma troca de três equipes que também envolveu o Washington Wizards. Em 12 de abril, ele fez sua estreia no time titular contra o Memphis Grizzlies. Em 26 de abril, Theis registrou 23 pontos, 12 rebotes e 5 assistências na vitória por 110-102 contra o Miami Heat.

### Houston Rockets (2021–2022)
Em 7 de agosto de 2021, Theis foi negociado com o Houston Rockets em uma troca de três times que também envolveu o Washington Wizards.

### Retorno aos Celtics (2022)
Em 10 de fevereiro de 2022, o Boston Celtics readquiriu Theis do Houston Rockets em troca de Bruno Fernando, Enes Freedom e Dennis Schröder. Theis e o Celtics chegaram às finais da NBA, mas perderam para o Golden State Warriors em 6 jogos.

### Indiana Pacers (2022–presente)
Em 9 de julho de 2022, Theis foi negociado, ao lado de Nik Stauskas, Aaron Nesmith, Malik Fitts, Juwan Morgan e uma escolha de primeira rodada de 2023, para o Indiana Pacers em troca de Malcolm Brogdon.
Em 2 de fevereiro de 2023, Theis fez sua estreia no Pacers depois de perder mais de 3 meses devido a uma lesão no joelho.

## Carreira na seleção
Theis era um membro das equipes juniores da Seleção Alemã. Ele jogou no Campeonato Europeu Sub-20 de 2011 e no Campeonato Europeu Sub-20 de 2012.
Em 27 de julho de 2014, Theis fez sua primeira aparição com a seleção principal da Alemanha em um jogo contra a Finlândia. Com a Seleção Alemã de Basquetebol Masculino, ele jogou no torneio de qualificação para a EuroBasket de 2015.

## Estatísticas

### Temporada regular
| Ano      | Equipe   | PJ  | PT  | MPJ  | AP   | 3P   | LL   | RT  | AS  | BR | TO  | PPJ  |
| -------- | -------- | --- | --- | ---- | ---- | ---- | ---- | --- | --- | -- | --- | ---- |
| 2017–18  | Boston   | 63  | 3   | 14.9 | .541 | .310 | .753 | 4.3 | .9  | .5 | .8  | 5.3  |
| 2018–19  | Boston   | 66  | 2   | 13.8 | .549 | .388 | .737 | 3.4 | 1.0 | .3 | .6  | 5.7  |
| 2019–20  | Boston   | 65  | 64  | 24.1 | .566 | .333 | .763 | 6.6 | 1.7 | .6 | 1.3 | 9.2  |
| 2020–21  | Boston   | 42  | 37  | 24.5 | .552 | .347 | .687 | 5.2 | 1.6 | .6 | 1.0 | 9.5  |
| 2020–21  | Chicago  | 23  | 14  | 25.0 | .522 | .281 | .651 | 5.9 | 1.8 | .7 | .6  | 10.0 |
| 2021–22  | Houston  | 26  | 21  | 22.5 | .469 | .291 | .675 | 5.0 | .8  | .4 | .7  | 8.4  |
| 2021–22  | Boston   | 21  | 6   | 18.7 | .598 | .357 | .688 | 4.7 | 1.0 | .4 | .7  | 7.9  |
| Carreira | Carreira | 306 | 147 | 20.5 | .542 | .329 | .707 | 5.0 | 1.2 | .5 | .8  | 8.0  |

#### Playoffs
| Ano      | Equipe   | PJ | PT | MPJ  | AP   | 3P   | LL    | RT  | AS  | BR | TO  | PPJ |
| -------- | -------- | -- | -- | ---- | ---- | ---- | ----- | --- | --- | -- | --- | --- |
| 2019     | Boston   | 7  | 0  | 6.0  | .357 | .000 | 1.000 | 1.4 | .0  | .1 | .1  | 1.7 |
| 2020     | Boston   | 17 | 17 | 28.4 | .521 | .154 | .788  | 7.1 | 1.5 | .4 | 1.2 | 8.9 |
| 2022     | Boston   | 16 | 5  | 12.5 | .588 | .214 | .750  | 3.3 | .7  | .3 | .5  | 4.3 |
| Carreira | Carreira | 40 | 22 | 15.6 | .488 | .122 | .846  | 3.9 | .7  | .2 | .6  | 4.9 |

### Euroleague
| Ano      | Equipe        | PJ | PT | MPJ  | AP   | 3P   | LL   | RT  | AS  | BR  | TO  | PPJ |
| -------- | ------------- | -- | -- | ---- | ---- | ---- | ---- | --- | --- | --- | --- | --- |
| 2015–16  | Brose Bamberg | 24 | 1  | 19.6 | .536 | .389 | .764 | 4.4 | .5  | .5  | .6  | 9.2 |
| 2016–17  | Brose Bamberg | 30 | 1  | 19.7 | .598 | .410 | .709 | 4.6 | .7  | .7  | .9  | 9.6 |
| Carreira | Carreira      | 54 | 2  | 19.6 | .567 | .399 | .736 | 4.5 | 0.6 | 0.6 | 0.7 | 9.3 |

Fonte:

## Prêmios e homenagens
- Seleção da Alemanha:
  - Copa do Mundo de Basquetebol Masculino:
    -  Medalha de ouro (2023)